# Džek Griliš
Džek Piter Griliš (енгл. Jack Peter Grealish; Birmingem, 10. septembar 1995) profesionalni je engleski fudbaler koji trenutno nastupa u Premijer ligi za Mančester Siti na poziciji krila i ofanzivnog veznog. Takođe nastupa za reprezentaciju Engleske.

## Karijera
Počevši da igra u Hajgejt Junajted, Griliš, navijač Aston Ville, pridružio se klubu kao šestogodišnjak. 
Dana 13. septembra 2013, Griliš se pridružio klubu Nots kaunti na pozajmici za mlade do 13. januara 2014. Na kraju pozajmice, Griliš se vratio u Aston Villu i debitovao u klubu 7. maja, nastupajući kao 88. -minutna zamena za Rijana Bertranda u porazu od Mančester Sitija sa 4:0 u Premijer ligi.
Klub mu je ponudio novi četvorogodišnji ugovor u septembru 2014. Dana 14. oktobra, Griliš je potpisao novi četvorogodišnji ugovor sa Aston Vilom. 
Dana 7. januara 2016. godine, glavni trener Lids Junajteda Stiv Evans rekao je da je Aston Vila odbila zahtev za slanje Griliša na pozajmicu. Vila je sezonu završila na poslednjem mestu. Griliš je odigrao 16 mečeva, sve poraze, oborivši rekord za najgoru sezonu koju je prethodno držao Sanderlandov Šon Tornton, koji je izgubio u svih 11 svojih nastupa u periodu 2002–03. 
Dana 10. marta 2019. godine, Griliša je napala osoba sa terena tokom meča u gostima za Birmingem Siti. Kasnije u drugom poluvremenu, Griliš je postigao pogodak i poveo Aston Vilu u pobedu sa 1:0. Istog dana uhapšen je 27-godišnjak napadač. Pojavio se 11. marta na sudu za prekršaje u Birmingemu optužen za zadiranje u teren i napad. Priznao je krivicu za krivična dela i poslan je u zatvor na 14 nedelja. 
Griliš je vodio tim od marta nadalje, period u kojem su zabeležili rekordnih 10 klupskih pobeda u nizu. Ovom formom je Vila dobila mesto u baražu, gde su joj pobede nad Vest Bromvič Albionom i Derbi kauntijem donele mesto u Premier ligi nakon odsustva od tri godine. 
U martu 2020. godine, Premijer liga je suspendovana sredinom povratka Aston Vile, zbog pandemije COVID-19 u Velikoj Britaniji.  Tokom te prinudne pauze otkriveno je da je Griliš prekršio vladine smernice da ostane kod kuće. Prihvatio je da su njegovi postupci „pogrešni i potpuno nepotrebni“ i klub ga je kaznio. 
Griliš je bio fauliran 167 puta tokom sezone Premijer lige 2019–20; ovo je bio najviše faulova koje je igrač osvojio u jednoj sezoni Premijer lige, a Griliš je prešao rekord sa preko osam mečeva preostalih u sezoni. Postigao je poslednjeg dana, dok je Aston Vila ostvarila opstanak u Premijer ligi zahvaljujući nerešenom rezultatu 1: 1 protiv Vest Hem junajteda, pošto je njihov rival za ispadanje Votford izgubio od Arsenala sa 3: 2. Na klupskim nagradama za kraj sezone, Griliša su i pristalice i njegovi kolege izabrali za igrača Aston Vile sezone. Takođe je sezonu završio kao vodeći strelac kluba sa osam golova u Premijer ligi i 10 u svim takmičenjima. 
Dana 15. septembra 2020. Griliš je potpisao novi petogodišnji ugovor sa Aston Vilom do 2025. godine. 
U avgustu 2021. godine, Griliš je napustio Aston Vilu i potpisao za Mančester Siti u transferu vrednom 100 miliona funti, čime je postao najskuplji engleski igrač ikada.

## Reprezentacija
Dana 28. septembra 2015. godine, Griliš je potvrdio da je odlučio da predstavlja Englesku na međunarodnom nivou.
Pet godina kasnije, 31. avgusta 2020. godine, prvi put je pozvan u seniorski tim Engleske za mečeve UEFA Lige nacija protiv Islanda i Danske. Dana 8. septembra debitovao je u seniorskoj ekipi kao zamena u 76. minutu u remiju protiv Danske 0:0. 
Juna 2021. Griliš je imenovan u ekipu od 26 igrača za Evro 2020. 

## Spoljašnje veze
- Profil na sajtu Mančester Sitija
- Profil na sajtu Fudbalske asocijacije
- Profil na sajtu Fudbalske asocijacije Irske